# Poef

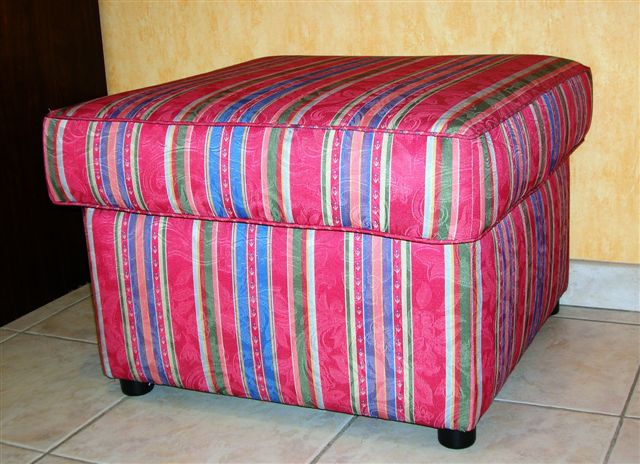
Vierkante poef

Een poef is een hoog kussen dat gebruikt kan worden om op te zitten, of als voetensteun. De naam komt uit het Frans (un pouf) en is een onomatopee (klanknabootsing). Deze Franse spellingswijze wordt soms ook in het Nederlands gebruikt.
De poef zelf komt uit het Midden-Oosten. De oorspronkelijke poef was vaak van leer en rijkelijk gedecoreerd met oosterse patronen.
Een variant in de vorm van een voetenbank op lage poten is de hocker.

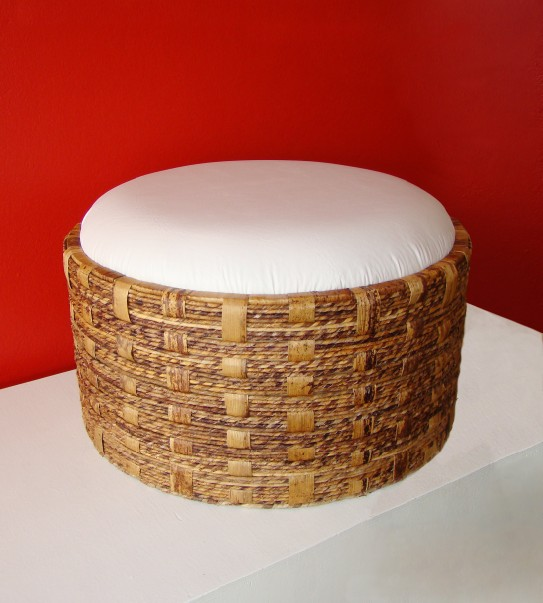
Braziliaanse poef
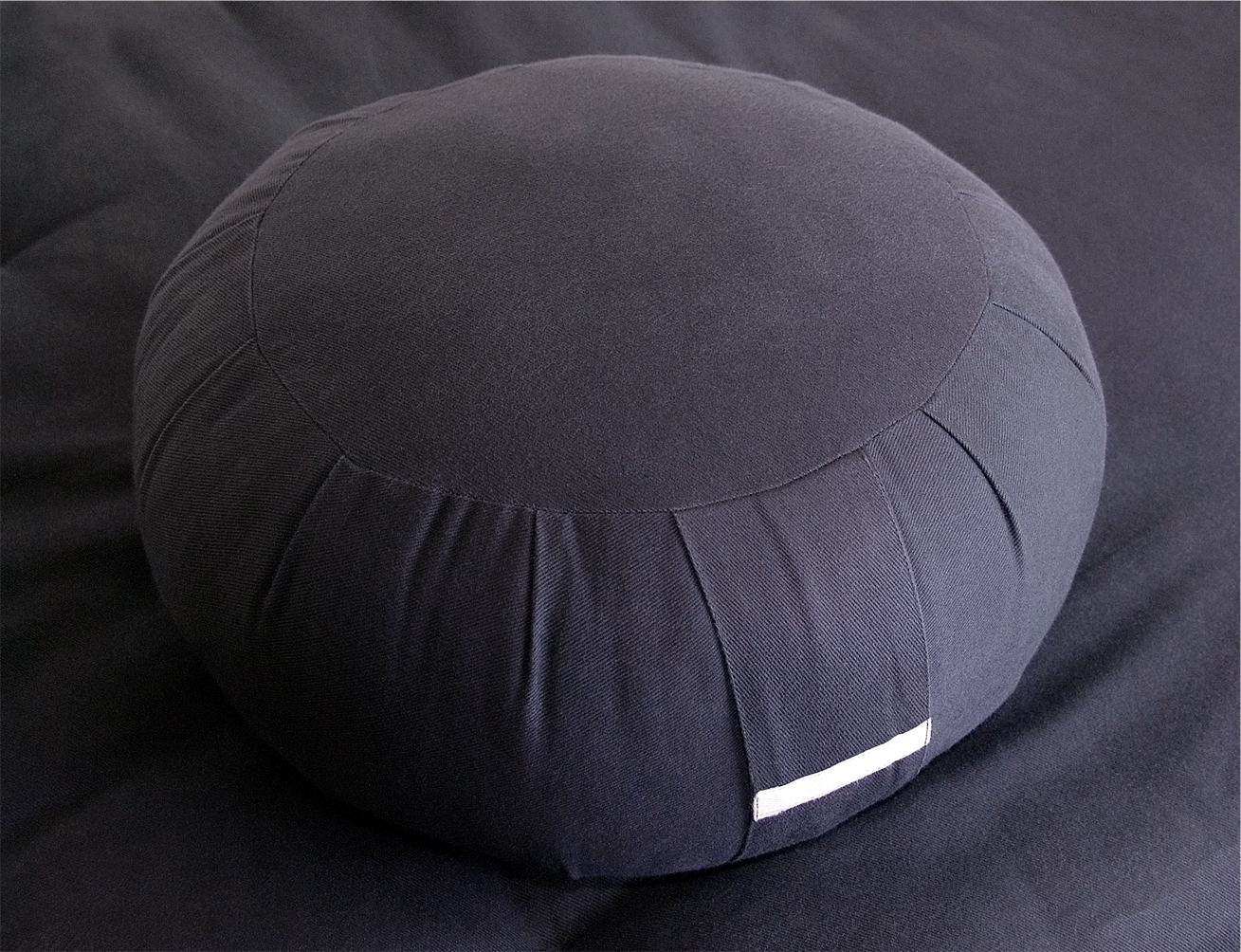
Zenkussen
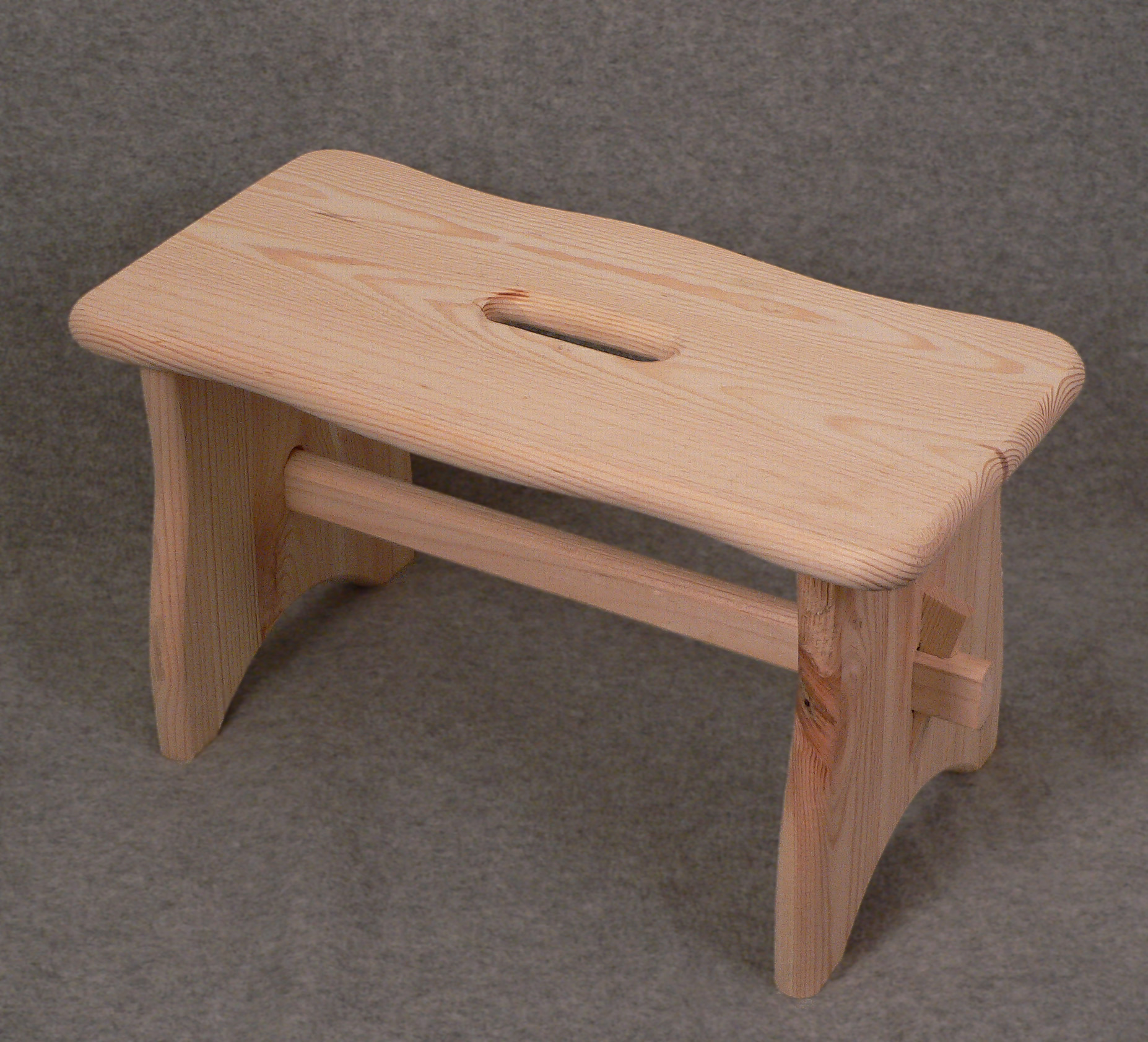
Hocker